# Амазонски червеношапчест папагал
Амазонският червеношапчест папагал (Pionites melanocephalus) е вид птица от семейство Папагалови (Psittacidae).

## Разпространение и местообитание
Разпространен е в Бразилия, Венецуела, Гвиана, Еквадор, Колумбия, Перу, Суринам и Френска Гвиана.